# سلوك محابي للمجتمع

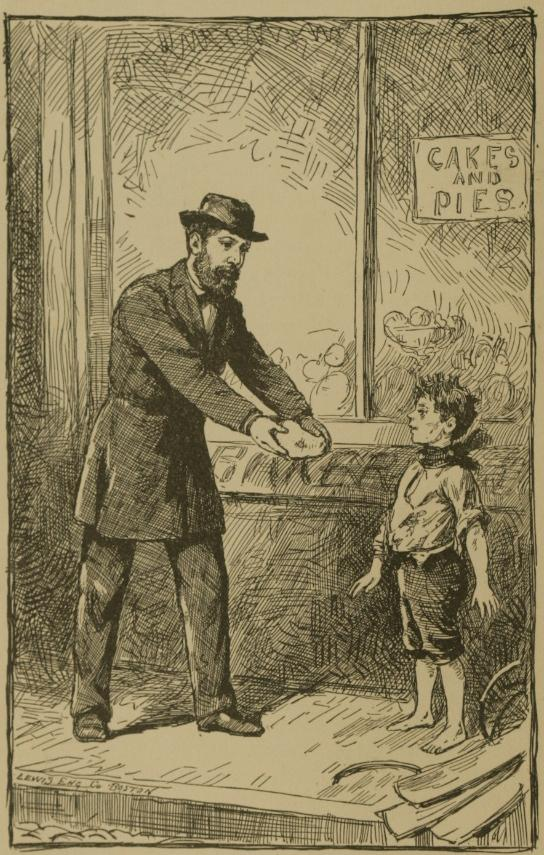
يزيد الشعور بالتعاطف تجاه المحتاج من احتمالية تقديم المساعدة، ويُسمى هذا بتعاطف الاهتمام.

السلوك المحابي للمجتمع (بالإنجليزية: Prosocial behaviour)‏ أو نية إفادة الآخرين، سلوك اجتماعي «يفيد الآخرين أو المجتمع على وجه العموم»، مثل المساعدة والتشارك والتبرع والتعاون والتطوع. 
قد يُعتبر الالتزام بالقواعد والامتثال للسلوكيات المقبولة اجتماعيًا (مثل التوقف عند إشارة «توقف» ودفع أموال البقالة) نوعًا من السلوك المحابي للمجتمع. وقد تُدفع تلك الأفعال بالتقمص الوجداني وبالاهتمام برفاهية وحقوق الآخرين، أو بسبب المشاغل الأنانية أو العملية، مثل مكانة الفرد الاجتماعية أو السمعة، أو الأمل في المعاملة بالمثل سواءً مباشرةً أو بصورة غير مباشرة، أو التمسك بتصور الفرد الخاص عن الإنصاف. وربما يدفع الإيثار هذه السلوكيات، بالرغم من جدلية الإيثار المحض. ويطرح البعض أن هذا الجدل يخضع للنطاق الفلسفي لا النفسي.
تقترح الأدلة ضرورة محاباة المجتمع لرخاء المجموعات الاجتماعية على العديد من المستويات، ومنها المدارس. حيث أن للسلوك المحابي للمجتمع وقع مهم في الفصل الدراسي على تحفيز التلاميذ للتعلم والمساهمة في الفصل والمجتمع، والتقمص الوجداني أحد أهم دوافع إثارة السلوك المحابي للمجتمع، وله جذور تطورية عميقة.
يشجع السلوك المحابي للمجتمع الصفات الإيجابية المفيدة للأطفال والمجتمع. إذ يساعد في عدد من الوظائف النافعة، بتحسين إنتاج أي فريق ومستواه التنظيمي. ويستخدم علماء النفس نظريات مثل اصطفاء القرابة والتلاؤم الشامل كشروحات لسبب تمرير ميول السلوكيات المحابية للمجتمع عبر الأجيال، طبقًا للصلاحية التطورية التي يظهرها الممارسون للسلوك المحابي للمجتمع. ربما يلعب تشجيع السلوك المحابي للمجتمع دورًا في القضاء على السلوكيات الاجتماعية غير المحبذة.
يرتبط مصطلح «السلوك المحابي للمجتمع» بالصفات المرغوبة في الأطفال، ازدادت المؤلفات حول الموضوع منذ أواخر ثمانينيات القرن الماضي لتشمل سلوكيات البالغين أيضًا.

## أصل الاصطلاح
يُعتبر المصطلح «وليد أعمال علماء الاجتماع كمضاد لمعاداة المجتمع»، طبقًا للباحث في علم النفس دانيال باتسون.

## المعاملة بالمثل مقابل الإيثار كدوافع
يشجع الإيثار أشكالًا نقية من السلوك المحابي للمجتمع، إذ يُدفع الناس باهتمام غير أناني لمساعدة شخص آخر. تتلخص الظروف المشجعة للإيثار -طبقًا لسانتروك- في التعاطف مع فرد بحاجة إلى التعاطف، أو علاقة وثيقة بين المُستقبِل للإفادة والمُفيد. تظهر كثير من الأفعال مدفوعة بالسلوك المحابي للمجتمع، ولكنها في الواقع تنتظر مردودًا، وفقًا لمبدأ المعاملة بالمثل، أي شعورًا بالإلزام لرد الجميل. 
يشعر الناس بالذنب عندما لا يردون المعروف، وربما يشعرون بالغضب إذا لم يرده شخص آخر. يقترح الإيثار التبادلي أن «تلك المساعدة مدفوعة بميول جينية». يطرح بعض الأساتذة أن الإيثار غير موجود في الواقع، وأن الأفعال الموصوفة بالإيثار تنتظر معاملة بالمثل. والإيثار أو المعاملة بالمثل سيّان، فكلاهما يدفع سلوكيات محابية للمجتمع، ومنها التشارك مع الآخرين.

## العوامل الفردية والظرفية
يُجرى السلوك المحابي للمجتمع عبر عوامل فردية وظرفية.

### العوامل الظرفية
يُعتبر تأثير المتفرج أحد أكثر المواقف شيوعًا. تأثير المتفرج ظاهرة وقوف فرد ما متفرجًا دون مساعدة الآخر إذا زاد عدد المتفرجين في موقف حرج. فعندما يُسقط شخص ما مجموعة أوراق في وسط طريق مزدحم، ستزيد احتمالية إهمال الناس له. يتوسع هذا المثال ليشمل مواقف طارئة، مثل حوادث السيارات والكوارث الطبيعية.
يلاحظ نموذج اتخاذ القرار حول تدخل المتفرج أن تقديم الفرد للمساعدة في موقف ما يعتمد على تحليل الفرد لهذا الموقف. سيقيِّم الفرد احتياج الموقف للمساعدة، وإذا كانت المساعدة فيقيّم مسؤولية مقدمها، وكيفية المساعدة.
يصف هذا النموذج المقترح من لاتان ودارلي خمسة أشياء يجب توافرها لتدخل الفرد:
1. ملاحظة الموقف
2. اعتباره طارئًا
3. نمو مشاعر المسؤولية
4. اعتقاده بامتلاك المهارات اللازمة
5. الوصول لقرار واعٍ للمساعدة

يُعتبر عدد الأفراد الحاضرين في الموقف المتطلب للمساعدة عاملًا وسيطًا ليتخذ الفرد قرارًا بتقديم المساعدة، فكلما زاد عدد الحاضرين، قلت احتمالية تقديم الفرد للمساعدة؛ لقلة الشعور بالمسؤولية الشخصية. يُعرف ذلك بانتشار المسؤولية، إذ تُوزع المسؤولية التي يشعر بها الفرد على عدد المتفرجين. يأتي عنصر مخاوف تقييم الموقف في محور الاهتمام، ويشير إلى خوف الفرد من حكم المتفرجين عليه. ربما يؤدي الجهل الجماعي إلى عدم تدخل الفرد أيضًا. يشير ذلك إلى انتظار رد فعل الآخرين قبل اتخاذ الفرد لرد فعل ذاتي.
لاحظ بيليفين وزملاؤه (1981) أن احتمالية تعظيم الأفراد للمكاسب وتقليل التكاليف عند اتخاذ القرار بالمساعدة تلعب دورًا مهمًا، لأن الأفراد مدفوعون عقلانيًا. يُمارس السلوك المحابي للمجتمع إذا كانت تكلفة المساعدة زهيدة (القليل من الوقت والقليل من المجهود)، وإذا كانت المساعدة مفيدة للمحتاج بطريقة ما، وإذا كان المردود المتوقع من تقديم المساعدة كبيرًا. إذا كان الفرد مهتمًا بتقديم المساعدة، ستزيد احتمالية فعله لذلك، خاصة إذا كانت تكلفة عدم تقديم المساعدة كبيرة.
يساعد الأفراد الآخرين عندما يكونون أعضاءً في جماعتهم الاجتماعية، أو في «داخل الجماعة». يوفر الإيثاري المساعدة بدافع شعوره بالهوية المشتركة مع المحتاج، على أساس الوقت والطاقة الموجهة في السلوك المساعد الذي يقدمه الأفراد في جماعاتهم. يؤدي تصنيف فرد ما بأنه «داخل الجماعة» إلى مشاعر أقوى بالقرب، والإثارة العاطفية، وارتفاع الشعور بالمسؤولية الشخصية لرفاهية الآخر، والتي تُزيد جميعها من دافع محاباة المجتمع.
وجد الباحثون أن التهميش الاجتماعي يقلل من احتمالية السلوك المحابي للمجتمع. تلاعب الباحثون في سلسلة من سبع تجارب بالشمول الاجتماعي والاستبعاد الاجتماعي بإخبار المشاركين في التجارب أن أحد المشاركين استبعدهم عمدًا، أو أن حياتهم ستنتهي بالوحدة. كان التهميش الاجتماعي سببًا للزهد في السلوك المحابي للمجتمع، ملاحظين أن «المهمشين تبرعوا بكمية أقل من المال لدعم الطلاب، وزهدوا في الدخول في مزيد من التجارب، وكانوا أقل تعاونًا عند حدوث مكروه، وأقل تعاونًا في الألعاب مختلطة الدوافع مع التلاميذ الآخرين». يُعتقد أن هذا التأثير يسبب تشجيع الشعور بالمسؤولية للسلوك المحابي للمجتمع، بالنسبة للعناية وتشارك الموارد مع أعضاء نفس المجموعة.

### العوامل الفردية
قد يُجبر الأفراد على التصرف لمحاباة المجتمع بناءً على تعاليم الطفولة والتنشئة الاجتماعية. تعزز التعاليم الاجتماعية والإشراط الاستثابي من السلوكيات المحابية للمجتمع بصورة إيجابية. ترتبط الملكات الإدراكية، مثل الذكاء، مع ميول محاباة المجتمع. تُعزز مهارات المساعدة والدوافع الاعتيادية لمساعدة الآخرين عندما يفهم الأطفال أسباب أهمية مهاراتهم المساعدة للآخرين.
تحفز المعايير الاجتماعية والفردية والمُثل الأفراد للانغماس في السلوك المحابي للمجتمع، وتعزز أعراف المسؤولية الاجتماعية والمعاملة بالمثل من محاباة المجتمع. فلنتصور طفلًا محفزًا إيجابيًا لـ «التشارك» أثناء سنوات الطفولة المبكرة. يعزز الأفراد صورتهم الإيجابية عن أنفسهم والمُثل الشخصية ويحافظون عليها عند التصرف بصورة محابية للمجتمع، بالإضافة للمساعدة على إشباع الاحتياجات الشخصية. تقتصر العلاقة بين حالة المساعد وميول المساعدة على العلاقة مع الفرد المشارك في الموقف.
تُعتبر الإثارة العاطفية محفزًا إضافيًا مهمًا للسلوك المحابي للمجتمع في العموم. يفحص نموذج باتسون (1987) عن التقمص الوجداني-الإيثار المكونات العاطفية والتحفيزية في السلوك المحابي للمجتمع. يزيد الشعور بالتعاطف تجاه المحتاج من احتمالية تقديم المساعدة. يُسمى هذا التعاطف بـ «تعاطف الاهتمام»، إذ يشعر الفرد فيه بمشاعر الحنان والرحمة والعطف.
يُعتبر القبول الصفة الشخصية الأكثر ارتباطًا بالحافز لمحاباة المجتمع. قد تُعرَّف الأفكار والمشاعر المحابية للمجتمع بأنها شعور بالمسؤولية تجاه الآخرين، وزيادة احتمالية الشعور بالتعاطف (تعاطف إيثاري) عاطفيًا وإدراكيًا. ترتبط تلك الأفكار والمشاعر المحابية للمجتمع بالتقمص الوجداني المتخيل والقبول المتخيل.